# Schienenverkehr in Sambia

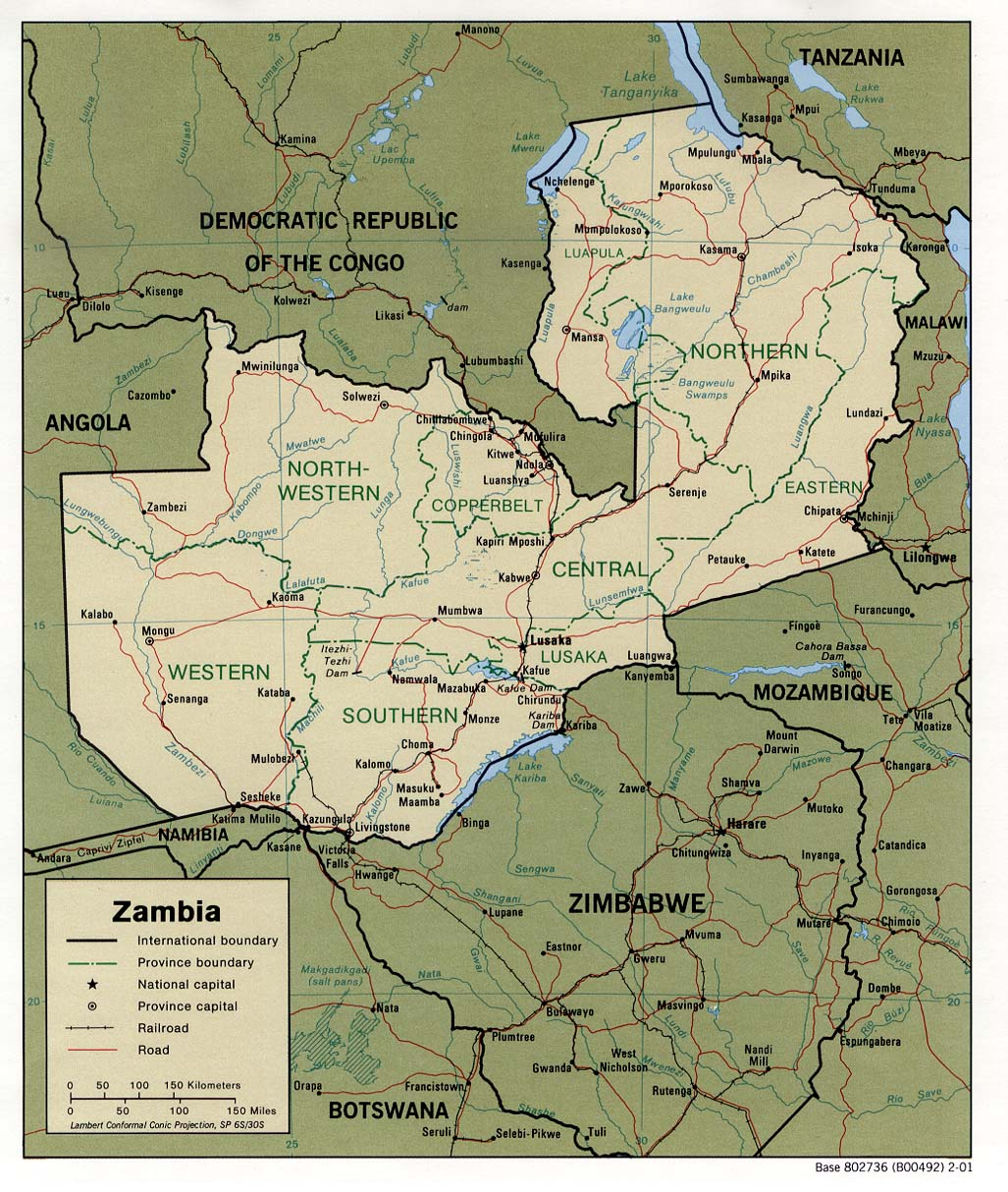
Karte Sambias mit Verkehrsrouten

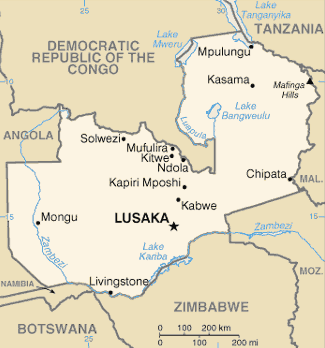
Übersichtskarte Sambias

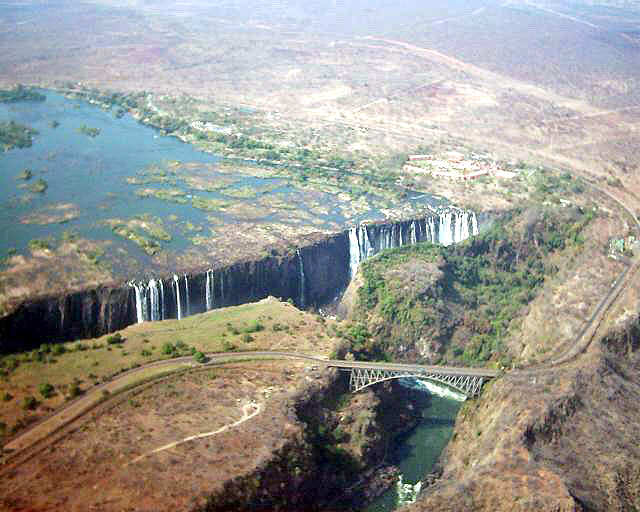
Kombinierte Eisenbahn- und Straßenbrücke über den Sambesi bei Victoria Falls

Der Schienenverkehr in Sambia spielt vor allem im Güterverkehr des Landes eine wichtige Rolle. Zwei Eisenbahnunternehmen sind in Sambia tätig. Die Streckenlänge beträgt insgesamt 2157 Kilometer. Alle Strecken sind in Kapspur ausgeführt, eingleisig und nicht elektrifiziert.

## Geographie
Sambia ist ein Binnenstaat. Die Entfernungen zu den Seehäfen betragen über 2000 Kilometer. Weite Teile des Landes liegen in einer 1000 bis 1400 Meter hohen Hochebene. Von Norden her ragt ein großes Gebiet der Demokratischen Republik Kongo in das sambische Staatsgebiet hinein. Dort liegt der Copperbelt, in dem Kupfererze gewonnen werden, die mit der Eisenbahn abgefahren werden.
An der Südgrenze fließt mit dem Sambesi einer der breitesten Ströme Afrikas. Er ist Grenzfluss zu Namibia, Botswana und Simbabwe und wird bei Victoria Falls von einer Bahnstrecke auf einer Brücke gequert. Weitere Nachbarstaaten sind Angola, Tansania, Mosambik und Malawi. Mit Angola, Namibia, Botswana, Mosambik und Malawi hat Sambia keine Bahnverbindung.

## Geschichte
Der Eisenbahnbau im damals britischen Nordrhodesien wurde vor allem von Cecil Rhodes forciert. 1899 wurde die Aktiengesellschaft der rhodesischen Eisenbahnen gegründet. Der Streckenbau erfolgte meist von Süd nach Nord. 1905 wurde die Sambesi-Brücke bei Victoria Falls vollendet, im selben Jahr der Abschnitt Livingstone–Kalomo eröffnet. 1906 wurde Broken Hill (heute Kabwe) erreicht, 1909 die Grenze Belgisch-Kongos bei Sakania und damit der Anschluss an das kongolesische Eisenbahnnetz. Die Strecke war Teil der projektierten Strecke Kapstadt–Kairo. Als Spurweite wurde die im südlichen Afrika übliche Kapspur gewählt. 1916 wurde der Abschnitt Kalomo–Broken Hill von der Maschonaland-Eisenbahngesellschaft betrieben. 1929 wurde die Benguelabahn fertiggestellt, so dass der Atlantikhafen Benguela erreicht werden konnte. In Sambia wurden weitere Strecken gebaut. Im Copperbelt entstand annähernd parallel zur Strecke in Belgisch-Kongo eine Verbindung von Ndola über Kitwe nach Chingola. 1923 bis 1924 wurde die Zambezi Sawmills Railway – später Mulobezi Railway – als private Bahnstrecke zur Abfuhr von Teakholz aus Mulobezi und nördlich davon aus Kataba errichtet. Sie wies mehrere Zweigstrecken auf und wurde bis Kataba auch im Personenverkehr betrieben. Des Weiteren entstanden die Strecke Choma–Masuku im Südwesten des Landes und drei kurze Stichstrecken im Copperbelt, die nach Chilabombwe, Mufulira und Luanshya führen.
Bis Mitte der 1960er Jahre fuhren Schlafwagenzüge von Ndola über Livingstone nach Bulawayo im damaligen Südrhodesien. 1964 wurde Nordrhodesien als Sambia selbstständig. Die Bahngesellschaft wurde aufgeteilt, der zu Sambia gehörende Teil Zambia Railways genannt. Der Verkehr zwischen Sambia und Südrhodesien – das sich bis 1979 Rhodesien nannte – wurde bis zur Gründung des Staates Simbabwe im Jahr 1980 unterbrochen.
Die Strecke Daressalam–Kapiri Mposhi der Tanzania Zambia Railway Authority (TAZARA) wurde unter chinesischer Leitung errichtet und 1976 eröffnet. Ziel war der Anschluss Sambias an den tansanischen Hafen Daressalam am Indischen Ozean und damit die Verminderung der wirtschaftlichen Abhängigkeit Sambias von Südafrika, in dem damals die Apartheid herrschte, sowie von Rhodesien, das ebenfalls durch eine weiße Minderheit regiert wurde. Die Strecke wurde ebenfalls in Kapspur errichtet und schloss in Kapiri Mposhi an das bestehende Netz an. 891 Kilometer der Strecke liegen in Sambia. Diese Strecke bildet eine eigene Eisenbahngesellschaft und ist rechtlich vom übrigen Netz unabhängig. 1986 wurde eine Strecke durch den Norden Südafrikas und Swasiland fertiggestellt, die den Warentransport von Sambia zu den südafrikanischen Häfen Durban und Richards Bay erleichterte.

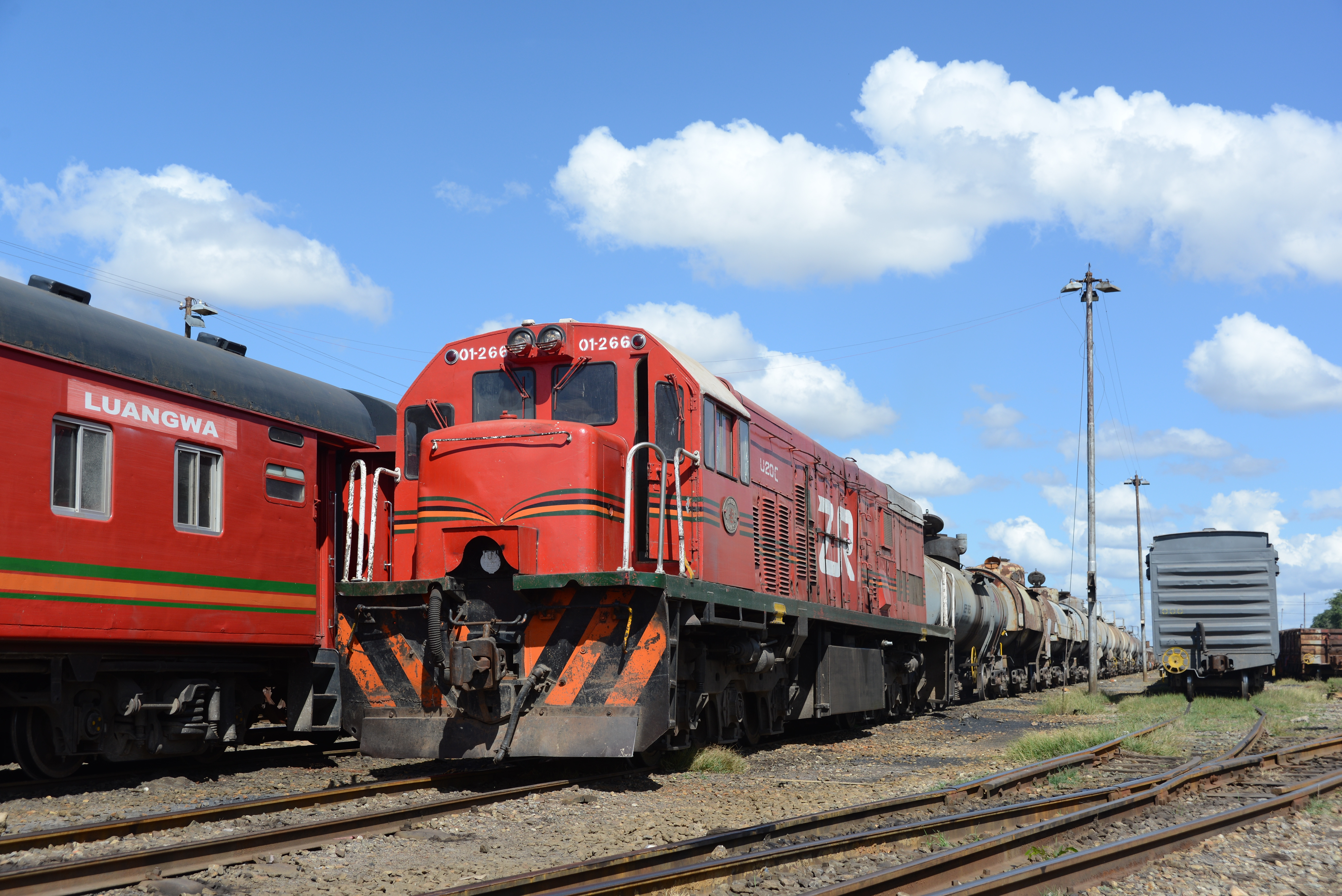
Diesellokomotive 01-266 im Bahnhof Lusaka (2017)

2003 erhielt die Investorengruppe NLPI, die vornehmlich südafrikanische Unternehmen vertritt, die Konzession, Zambia Railways 20 Jahre lang zu betreiben. Unter dem Namen Railway Systems of Zambia (RSZ) betrieb sie die Strecken der Zambia Railways. 2012 wurde die Konzession jedoch widerrufen, und Zambia Railways übernahm erneut die Betriebsführung.

## Gegenwart
Die beiden Hauptstrecken werden vor allem im Güterverkehr betrieben. 55–60 Prozent des Güterverkehrs werden im Copperbelt erzeugt, rund 25–30 Prozent im Raum Lusaka.

### TAZARA und Zambia Railways Limited

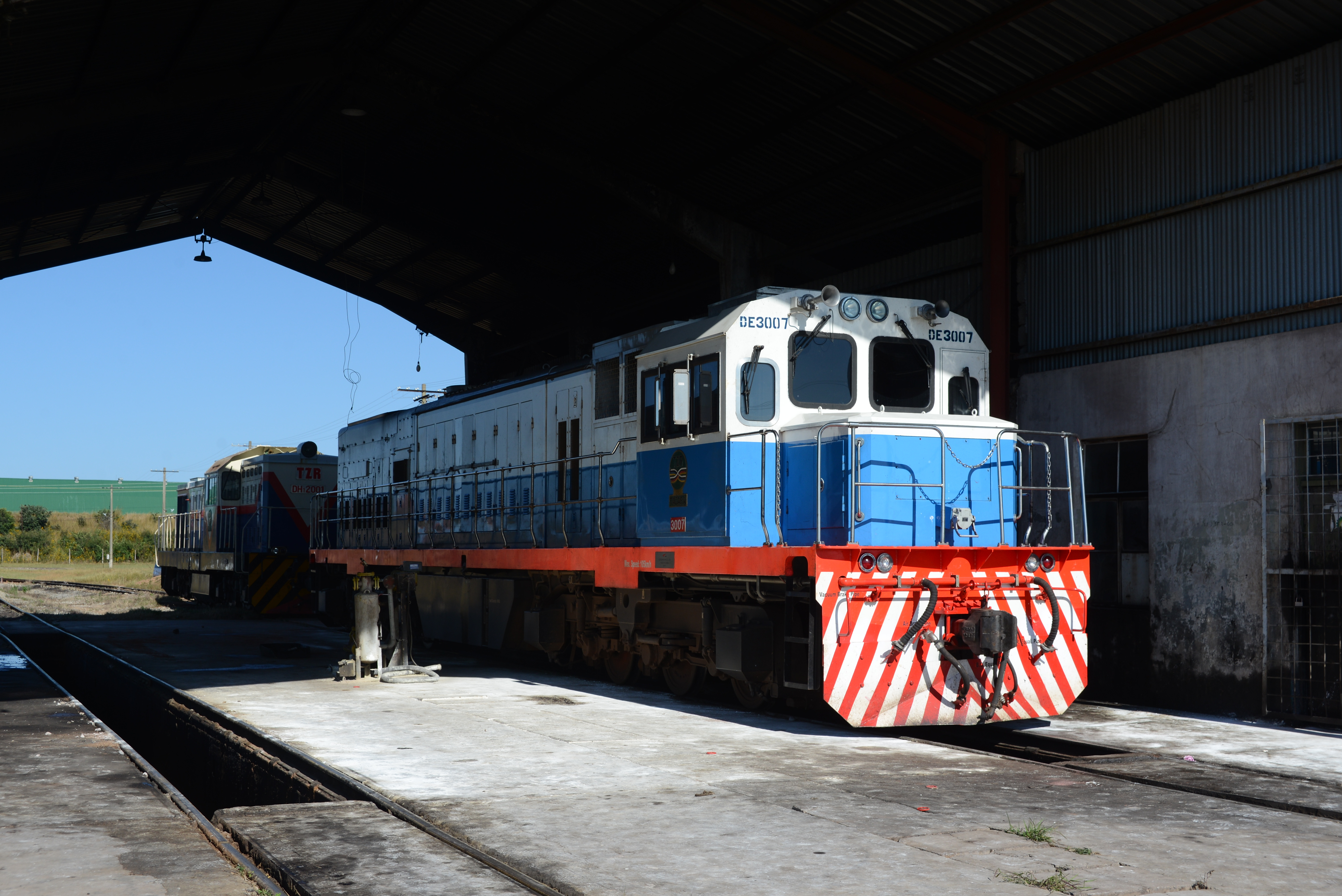
DE 3007 der TAZARA in New Kapiri Mposhi (2017)

Auf der TAZARA-Strecke verkehren wöchentlich zwei Personenzugpaare bis Daressalam, eines bis Nakonde in Ostsambia. Zambia Railways betreibt innerhalb des Landes vier Personenzugpaare pro Woche zwischen Kitwe und Livingstone. Zweimal wöchentlich verkehrt im Süden des Landes ein Personenzug mit Güterbeförderung von Livingstone nach Mulobezi und zurück. Der Zug wird von einer Diesellok gezogen und führt neben den Personenwagen verschiedene Güterwagen mit, die unter anderem dem Abtransport von Teakholz aus dem Raum Mulobezi dienen. Ferner betreibt ZR den Personenverkehr auf der Pendlerstrecke Ngwerere–Lilayi.

### Sonderzugverkehr

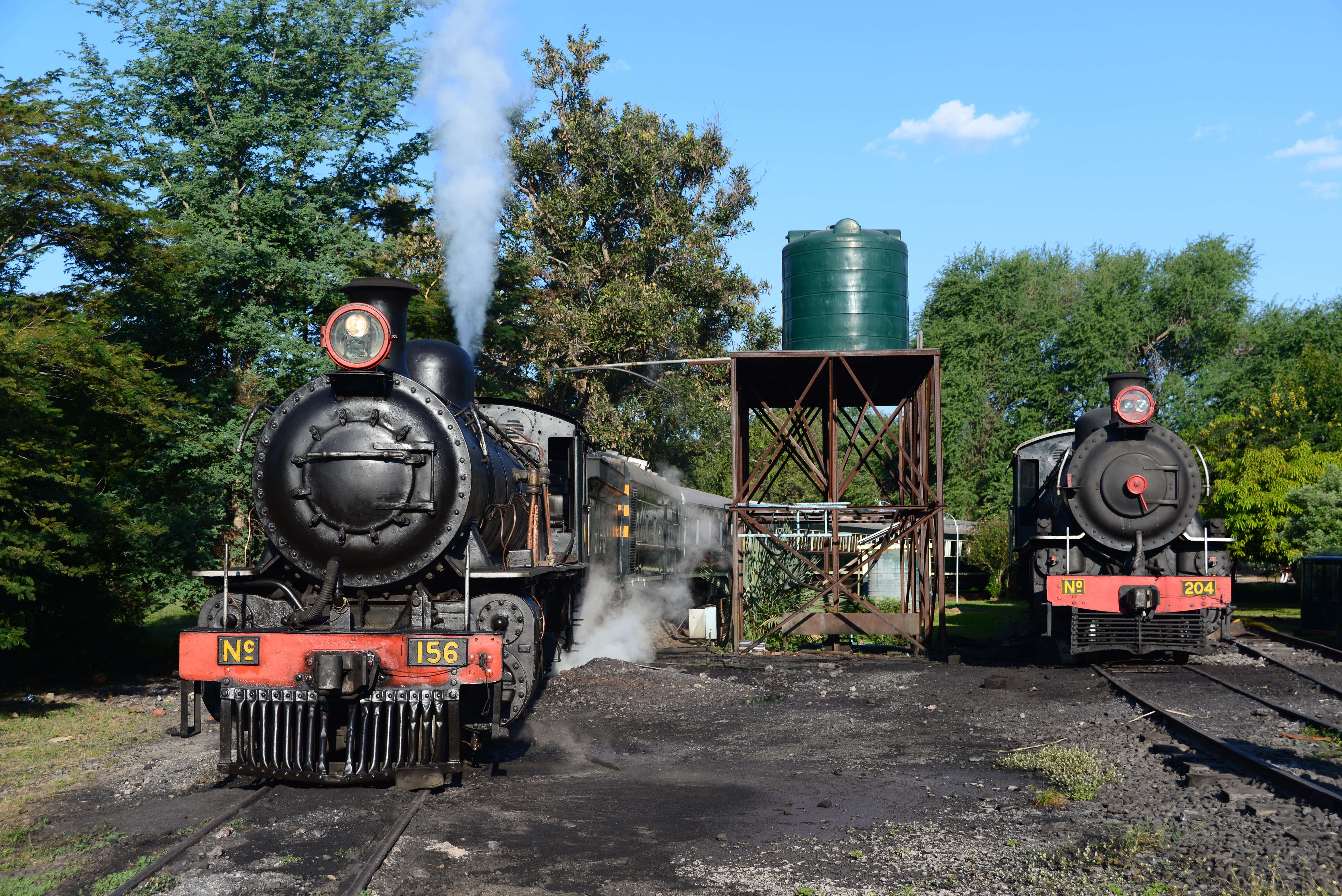
156 (Class10) und 204 (Class12) im Bushtracks Depot Livingstone (2017)

Bushtracks Africa betreibt von sambischer und simbabwischer Seite jeweils einen mit Dampflok bespannten Touristenzug zum Sonnenuntergang zur Victoria Falls Bridge, der mittwochs und samstags ab Livingstone verkehrt und mit Lok No. 156 oder No. 204 bespannt ist bzw. dienstags und freitags von Victoria Falls abfährt und mit Garratt 14A 512 bespannt ist.
Gelegentlich verkehrt der Luxuszug Pride of Africa von Südafrika kommend über Victoria Falls und Kapiri Mposhi Richtung Daressalam und zurück. Ferner verkehren gelegentlich Sonderzüge von Zambia Railways unter der Bezeichnung The Golden Jubilee Train.

## Projekte
Mehrere Neubaustrecken sind geplant, unter anderem die Verbindung von Mchinji in Malawi nach Mpika im Osten Sambias an der TAZARA-Strecke. Die Trasse des grenzüberschreitenden Abschnitts Mchinji–Chipata ist fertiggestellt. Ziel ist die verbesserte Anbindung Sambias an die Häfen am Indischen Ozean, insbesondere Beira und Nacala in Mosambik.
Ein zweites Projekt ist der Bau einer Strecke (North-Western Railway Line) von Chingola im Copperbelt in die Nordwestprovinz Sambias bis nach Lumwana, in dessen Umgebung weitere Kupfererzvorkommen entdeckt wurden. Weiter ist geplant, die Strecke zur Benguelabahn in Angola zu verlängern, so dass der Transitverkehr durch die Demokratische Republik Kongo entfiele. Die Streckenführung im zweiten Bauabschnitt mit der Querung der sambisch-angolanischen Grenze bei Jimbe ist noch nicht exakt festgelegt. Ihr Endpunkt soll im Hafen von Luanda oder nach anderen Angaben im Hafen von Lobito liegen.
Die von 2014 bis 2020 errichtete Kazungula Bridge nach Botswana enthält ein Eisenbahngleis. Die geplante „Mosetse–Kazungula–Livingstone Railway“ soll 420 Kilometer lang werden und das sambische Netz mit dem Eisenbahnnetz von Botswana verbinden.